# Мэр Тбилиси
Мэр Тбилиси (груз. თბილისის მერი, Тбилисис мери) — с октября 1991 года глава столицы Грузии города Тбилиси. Должность является выборной с 2005 года (ранее мэры назначались). Действующий мэр — Каха Каладзе, избранный в октябре 2017 года.
Мэр Тбилиси отвечает за планирование бюджета и стратегические решения, связанные с городом. Мэр возглавляет мэрию Тбилиси и ответственен перед Собранием города (Сакребуло).

## Список мэров
| №  | Имя                                  | Начало полномочий | Окончание полномочий |
| -- | ------------------------------------ | ----------------- | -------------------- |
| 1  | Тамаз Вашадзе (р. 1939)              | 2 октября 1991    | 6 января 1992        |
| 2  | Отар Литанишвили (1923—2003)         | 6 января 1992     | 21 января 1993       |
| 3  | Константин Габашвили (р. 1948)       | 21 января 1993    | 16 октября 1993      |
| 4  | Николоз Лекишвили (1947—2025)        | 16 октября 1993   | 8 декабря 1995       |
| 5  | Бадри Шошитайшвили (1946—2005)       | 8 декабря 1995    | 8 августа 1998       |
| 6  | Вано Зоделава (1957—2019)            | 10 августа 1998   | 19 апреля 2004       |
| 7  | Зураб Чиаберашвили (р. 1972)         | 19 апреля 2004    | 12 июля 2005         |
| 8  | Георгий Угулава (р. 1975)            | 12 июля 2005      | 22 декабря 2013      |
| —  | Севдия Угрехелидзе (и. о.) (р. 1949) | 22 декабря 2013   | 2 августа 2014       |
| 9  | Давид Нармания (р. 1979)             | 2 августа 2014    | 13 ноября 2017       |
| 10 | Кахабер Каладзе (р. 1978)            | 13 ноября 2017    | н.в.                 |

## XIX—XX века

### Тифлисские градоначальники
- Дмитрий Кипиани (1878—1879)
- Христофор Аввакумович Вермишев (1904—1905)
- Александр Иванович Хатисов (1916—1917)